# Paul Trible
Paul Seward Trible, Jr., född 29 december 1946 i Baltimore, Maryland, är en amerikansk republikansk politiker. Han representerade delstaten Virginia i båda kamrarna av USA:s kongress, först i representanthuset 1977–1983 och sedan i senaten 1983–1989.

## Biografi
Trible utexaminerades 1968 från Hampden–Sydney College. Han avlade 1971 juristexamen vid Washington and Lee University och inledde sedan sin karriär som advokat i Alexandria, Virginia.
Kongressledamoten Thomas N. Downing kandiderade inte för omval i kongressvalet 1976. Trible vann valet och efterträdde Downing i representanthuset i januari 1977. Han omvaldes 1978 och 1980.
Senator Harry F. Byrd Jr. kandiderade inte för omval i senatsvalet 1982. Trible besegrade demokraten Richard Joseph Davis i senatsvalet och tillträdde som senator i januari 1983. Trible efterträddes 1989 som senator av Chuck Robb.
Trible efterträdde 1996 Anthony R. Santoro som rektor vid Christopher Newport University.